# Liste des monuments d'El Jadida
Ceci est une liste des monuments classés par le ministère de culture marocain aux alentours d'El Jadida.
| Identifiant monument         | Site                                   | Monument                                  | Adresse | Date de classement | Décret | Coordonnées                        | Illustration                        |                       |
| ---------------------------- | -------------------------------------- | ----------------------------------------- | ------- | ------------------ | ------ | ---------------------------------- | ----------------------------------- | --------------------- |
| pc_architecture/sanae:350019 | El Jadida                              | phare de Sidi Bouafi                      |         |                    |        | 33° 15′ 01″ nord, 8° 31′ 01″ ouest | phare de Sidi Bouafi                | Télécharger une image |
| pc_architecture/sanae:410019 | El Jadida et Empire colonial portugais | Mazagan                                   |         |                    |        | 33° 15′ 24″ nord, 8° 30′ 09″ ouest | Mazagan                             | Télécharger une image |
| pc_architecture/sanae:070004 | El Jadida                              | Citerne Portugaise (El Jadida) (en)       |         |                    |        | 33° 15′ 24″ nord, 8° 30′ 10″ ouest | Citerne Portugaise (El Jadida) (en) | Télécharger une image |
| pc_architecture/sanae:100002 | El Jadida                              | église Notre-Dame-de-la-Lumière (d)       |         |                    |        | à géolocaliser                     | Image manquante Téléverser          | Télécharger une image |
| pc_architecture/sanae:100001 | El Jadida                              | église Notre-Dame-de-l'Assomption         |         |                    |        | 33° 15′ 23″ nord, 8° 30′ 10″ ouest | église Notre-Dame-de-l'Assomption   | Télécharger une image |
| pc_architecture/sanae:100003 | El Jadida                              | Eglise Saint-Sebastien (d)                |         |                    |        | à géolocaliser                     | Image manquante Téléverser          | Télécharger une image |
| pc_architecture/sanae:280020 | El Jadida et El Jadida                 | Ville portugaise de Mazagan (d)           |         |                    |        | 33° 15′ 36″ nord, 8° 30′ 34″ ouest | Ville portugaise de Mazagan (d)     | Télécharger une image |
| pc_architecture/sanae:070003 | El Jadida                              | Ancienne citadelle portugaise (d)         |         |                    |        | 33° 15′ 23″ nord, 8° 30′ 10″ ouest | Ancienne citadelle portugaise (d)   | Télécharger une image |
| pc_architecture/sanae:050020 | El Jadida                              | Bastion Saint Antoine (d)                 |         |                    |        | 33° 15′ 26″ nord, 8° 30′ 16″ ouest | Bastion Saint Antoine (d)           | Télécharger une image |
| pc_architecture/sanae:050021 | El Jadida                              | Bastion de l'Ange                         |         |                    |        | 33° 15′ 22″ nord, 8° 30′ 02″ ouest | Bastion de l'Ange                   | Télécharger une image |
| pc_architecture/sanae:390053 | El Jadida                              | Porte des Bœufs (d)                       |         |                    |        | 33° 15′ 07″ nord, 8° 30′ 06″ ouest | Image manquante Téléverser          | Télécharger une image |
| pc_architecture/sanae:390054 | El Jadida                              | Porte Principale d'El Jadida (d)          |         |                    |        | 33° 15′ 01″ nord, 8° 31′ 00″ ouest | Image manquante Téléverser          | Télécharger une image |
| pc_architecture/sanae:420001 | El Jadida                              | Ribat de Tit (d)                          |         |                    |        | 33° 15′ 04″ nord, 8° 30′ 06″ ouest | Image manquante Téléverser          | Télécharger une image |
| pc_architecture/sanae:050022 | El Jadida                              | Bastion du Saint-Esprit                   |         |                    |        | 33° 15′ 20″ nord, 8° 30′ 12″ ouest | Bastion du Saint-Esprit             | Télécharger une image |
| pc_architecture/sanae:290003 | El Jadida                              | Minaret de la Mosquée Moulay Abdallah (d) |         |                    |        | 33° 11′ 53″ nord, 8° 35′ 21″ ouest | Image manquante Téléverser          | Télécharger une image |
| pc_architecture/sanae:290004 | El Jadida                              | Minaret ancien de Tit (d)                 |         |                    |        | 33° 15′ 04″ nord, 8° 30′ 06″ ouest | Image manquante Téléverser          | Télécharger une image |
| pc_architecture/sanae:190061 | Boulaouane (en)                        | Kasbah de Boulaouane                      |         |                    |        | 32° 51′ 25″ nord, 8° 01′ 13″ ouest | Kasbah de Boulaouane                | Télécharger une image |
| pc_architecture/sanae:410053 | Boulaouane (en)                        | Enceinte de la Kasba de Boulaouane (d)    |         |                    |        | 32° 51′ 25″ nord, 8° 01′ 13″ ouest | Image manquante Téléverser          | Télécharger une image |
| pc_architecture/sanae:190007 | Boulaouane (en)                        | Murs de Kasba de Boulaouane (d)           |         |                    |        | 32° 51′ 24″ nord, 8° 01′ 12″ ouest | Image manquante Téléverser          | Télécharger une image |
| pc_architecture/sanae:190013 | Oualidia                               | Kasba de Oualidia (d)                     |         |                    |        | 32° 44′ 28″ nord, 9° 01′ 21″ ouest | Image manquante Téléverser          | Télécharger une image |
| pc_architecture/sanae:190052 | Azemmour                               | Kasbah de Dar Baroud (d)                  |         |                    |        | 33° 17′ 34″ nord, 8° 20′ 29″ ouest | Kasbah de Dar Baroud (d)            | Télécharger une image |
| pc_architecture/sanae:260282 | Azemmour                               | Sidi Ali (d)                              |         |                    |        | à géolocaliser                     | Image manquante Téléverser          | Télécharger une image |
| pc_architecture/sanae:280016 | Azemmour                               | Médina d'Azemmour (d)                     |         |                    |        | 33° 17′ 28″ nord, 8° 20′ 31″ ouest | Image manquante Téléverser          | Télécharger une image |